# 무단구

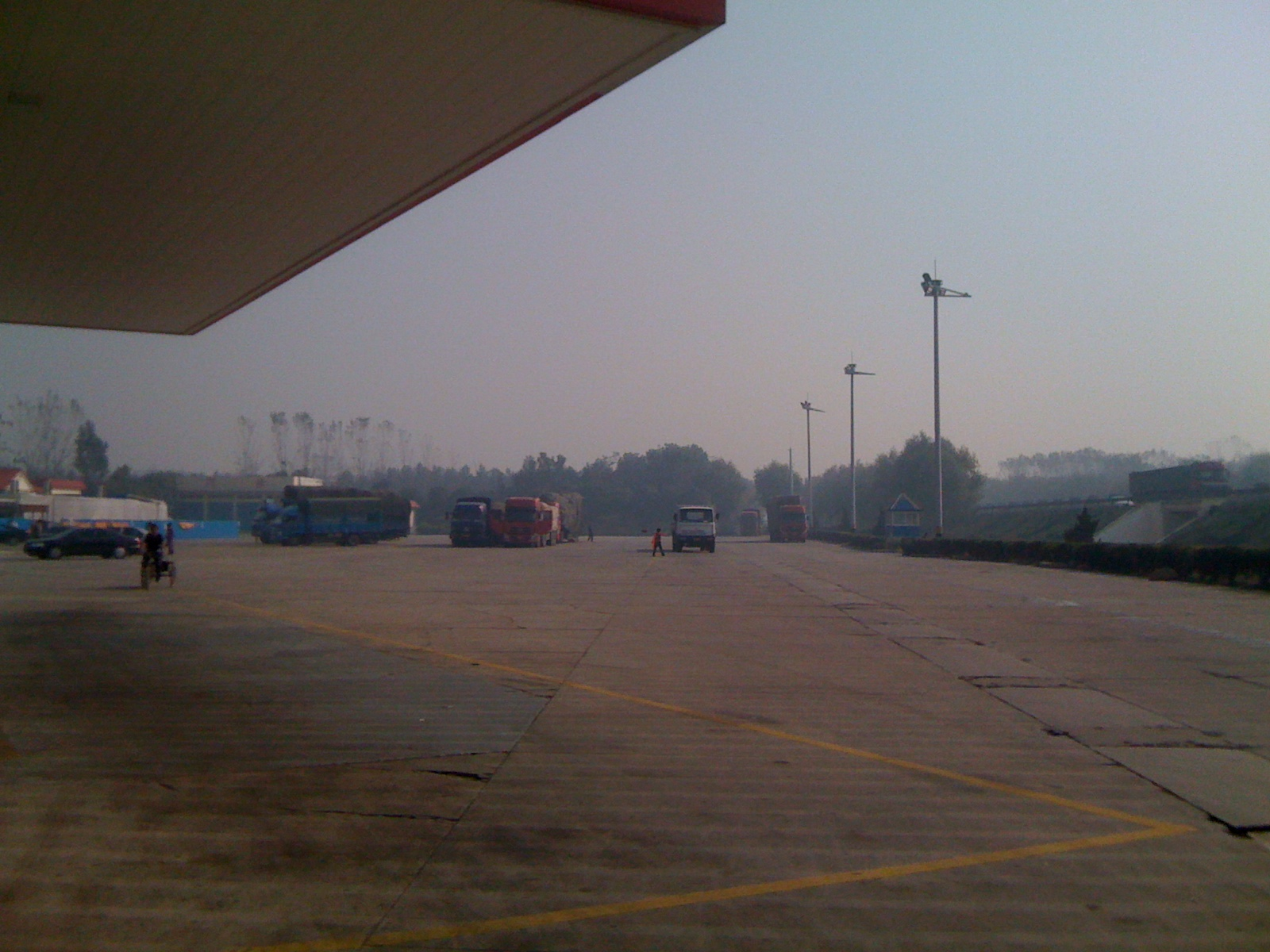

무단구(한국어: 모단구, 중국어: 牡丹区, 병음: Mǔdān Qū)는 중화인민공화국 산둥성 허쩌 시의 현급 행정구역이다. 넓이는 1415km2이고, 인구는 2007년 기준으로 1,460,000명이다.

## 행정 구역
10개 가도, 12개 진, 2개 향을 관할한다.
- 가도: 东城街道, 西城街道, 南城街道, 北城街道, 牡丹街道, 丹阳街道, 岳程街道, 佃户屯街道, 何楼街道, 万福街道.
- 진: 沙土镇, 吴店镇, 王浩屯镇, 黄堽镇, 都司镇, 高庄镇, 小留镇, 李村镇, 马岭岗镇, 安兴镇, 大黄集镇, 吕陵镇.
- 향: 胡集乡, 皇镇乡.